# سفرنامه ناصر خسرو
سفرنامهٔ ناصرِ خسرو کتاب نوشته شده توسط ناصر خسرو قبادیانی بلخی و گزارشی از یک سفر هفت‌ساله است.

## سفرنامه
سفرنامهٔ ناصرِ خسرو یادداشتهای نوشته شده توسط ناصر خسرو قبادیانی بلخی و گزارشی از یک سفر هفت‌ساله است.

این سفر در ششم جمادی‌الثانی سال ۴۳۷ قمری (اول فروردین ۴۱۵ یزدگردی و چهارم دی ۴۲۴ خورشیدی) از مرو آغاز شد و در جمادی‌الثانی سال ۴۴۴ قمری (اول فروردین ۴۱۶ یزگردی، مهر ۴۳۱ خورشیدی) با بازگشت به بلخ پایان پذیرفت.
او از مرو به سرخس، نیشابور، جوین، بسطام، دامغان، سمنان، ری، قوهه و قزوین می‌رود و از راه بیل، قپان، خرزویل و خندان به شمیران می‌رسد.
از آن‌جا به سراب و سعیدآباد می‌رود و به تبریز می‌رسد. سپس از راه مرند، خوی، برکری، وان، وسطان، اخلاط، بطلیس، قلعهٔ قف انظر، جایگاه مسجد اویس قرنی، ارزن، میافارقین، به آمد در دیار بکر وارد می‌شود.
از آنجا با گذشتن از شهرهای شام (سوریه) از جمله حلب به بیروت، صیدا، صور و عکا می‌رود. سپس از راه حیفا به بیت المقدس می‌رسد. مسجدالاقصی در شهر بیت المقدس و در کنار مسجد قبه الصخره واقع می‌باشد.
ناصر خسرو از قدس به مکه و مدینه می‌رود و از راه شام به قدس بازمی‌گردد و راه مصر را در پیش می‌گیرد. او از قاهره، اسکندریه و قیروان بازدید می‌کند و از راه دریا به زیارت مکه و مدینه می‌رود.
سپس از همان راه بازمی‌گردد و از راه آبی نیل با کشتی به اسیوط، اخیم، قوص و اسوان می‌رود. او از برخی شهرهای سودان بازدید می‌کند و از راه دریای سرخ به جده و مکه می‌رود و شش ماه را در کنار خانهٔ خدا می‌ماند. از مکه به سوی لحسا و سپس بصره می‌رود و به عبادان (آبادان) می‌رسد. آنگاه به بندر مهروبان می‌رود و از آنجا به ارجان (در نزدیکی بهبهان) می‌رسد و به لردگان، خان‌لنجان و اصفهان وارد می‌شود. سپس از نایین، طبس،تون و قاین می‌گذرد تا در پایان سفر به بلخ برسد.
ناصر خسرو در نگارش صاحب سبک است و اغلب با گفتن «من که ناصرم» به خود اشاره می‌کند و از عملی خاص یا چیزی که در جایی دیده سخن می‌گوید. از شواهد موجود در خود سفرنامه می‌توان استنتاج کرد که آن را بعد از سفر از روی یادداشت‌های میان راه نوشته است. با توصیف قصبات و شهرها با نثری نسبتأ ساده، اعتماد خواننده را جلب می‌کند. ناصر خسرو تلاش نمی‌کند با مهارت‌های لفظی و بیانی خواننده را تحت تأثیر قرار دهد، بلکه می‌کوشد با شرح دیدنی‌ها و عجایبی که طی سفر مشاهده کرده است، چنین کند.
.
سفرنامه ناصر خسرو در سال ۱۸۸۱ میلادی به همت شارل شفر به زبان فرانسه ترجمه و در پاریس منتشر شد.
ناصرخسرو که به زبان پارسی سفرنامه خود را می‌نگارد در درجه نخست برای مخاطب پارسی می‌نویسد، تا زمانی که در خاک پارسی زبانان (ایران) است، توضیحات او از مکان‌ها و شهرها بسیار کوتاه و اندک است. در عوض، او به‌جای توصیف شهر و مکان‌ها حکایت بین افراد سرشناس را برای گزارش انتخاب می‌کند، که ذهن خواننده را به‌جای توجه به سرزمین به آن فرد سرشناس منحرف کند. با این حال، به محض رسیدن به مراکز تجاری اصلی شام، این رویه سانسور توسط ناصرخسرو به یکباره تغییر می‌کند. بسته به اهمیت آنها، توصیف تقریباً سیستماتیکی را به تک تک شهرهای شام اختصاص می‌دهد که همیشه مهم‌ترین نکات آن وضعیت آبرسانی، معماری مساجد آن‌ها و قیمت‌ها و عرضه اقلام روزمره است. به محض اینکه وارد حوزه نفوذ اصلی فاطمیون می‌شود، توضیحات مفصل و ستایش آمیزتر خود را افزایش می‌دهد.

## نمونه ای از متن کتاب
در ربیع الآخر سنه سبع و ثلثین و اربعمایه(437 ق) که امیرخراسان ابوسلیمان جعفری بیک داودبن مکاییل بن سلجوق بود از مرو برفتم به شغل دیوانی، و به پنچ دیه مروالرود فرود آمدم، که در آن روز قران راس و مشتری بود گویند که هر حاجت که در آن روز خواهند باری تعالی و تقدس روا کند. به گوشه ای رفتم و دو رکعت نماز بکردم و حاجت خواستم تا خدای تعالی و تبارک مرا توانگری دهد. چون به نزدیک یاران و اصحاب آمدم یکی از ایشان شعری پارسی می‌خواند. مرا شعری در خاطر آمد که از وی در خواهم تا روایت کند، بر کاغذ نوشتم تا به وی دهم که این شعر بر برخوان. هنوز بدو نداده بودم که او همان شعر بعینه آغاز کرد. آن حال به فال نیک گرفتم و با خود گفتم خدای تبارک و تعالی حاجت مرا روا کرد. پس از آن جا به جوزجانان شدم وقرب یک ماه ببودم و شراب پیوسته خوردمی. پیغمبر صلی الله علیه و آله و سلم می‌فرماید که قولوا الحق و لو علی انفسکم. شبی در خواب دیدم که یکی مرا گفت چند خواهی خوردن از این شراب که خرد از مردم زایل کند، اگر به هوش باشی بهتر. من جواب گفتم که حکما جز این چیزی نتوانستند ساخت که اندوه دنیا کم کند. جواب داد که بیخودی و بیهوشی راحتی نباشد، حکیم نتوان گفت کسی را که مردم را بیهوشی رهنمون باشد، بلکه چیزی باید طلبید که خرد و هوش را به افزاید. گفتم که من این را از کجا آرم. گفت جوینده یابنده باشد، و پس سوی قبله اشارت کرد و دیگر سخن نگفت. چون از خواب بیدار شدم، آن حال تمام بر یادم بود برمن کار کرد و با خود گفتم که از خواب دوشین بیدار شدم باید که از خواب چهل ساله نیز بیدار گردم.

## بخش‌های سفرنامه
در اینجا  علاوه بر ارائه  شرح بخش‌های مختلف سفر نامه نگاهی اجمالی به توصیف او از بلاد عرب می‌شود.
- بخش‌ها

1. زندگی در مرو
2. خواب ناصر خسرو
3. عزم نیشابور و کسوف
4. زیارت شیخ بایزید بسطامی و طلب اهل علم
5. شهر ری ، کوه دماوند و نوشادر
6. – شهر قزوین ، رئیس علوی آن و صنعت کفشگری در قزوین
7. – بقال شهر خرزویل
8. – شاهرود ، سپیدرود و دریای آبسکون
9. – شمیران در ولایت دیلم
10. – از شمیران تاشهر تبریز
11. – قطران تبریزی
12. – شهر مرند ، هسودان، شهر خوی ، شهر برکری ،شهر وان ، شهر اخلاط و شهر بطیس
13. – شهر ارزن ، شهر میافارقین ، نصریه
14. – شهر آمد
15. – شهر حران
16. – قرول و مرد عرب شصت ساله
17. – شهر سروج ، فرات ، شهر منبج ، شهر حلب
18. – جند شهر قنسرین ، شهر سرمین ، شهر معمره النعمان و استوانه سنگینش
19. – ابوالعلاء معری
20. – کویمات، شهر حماه ، آب عاصی
21. – شهر عرقه ، شهر طرابلس و مردمان شیعه‌اش
22. – طرابرزن، شهر جبیل و بیروت
23. – شهر صیدا
24. – شهر صور
25. – شهر عکه ، چشمه عین‌البقر
26. – زیارت قبور انبیای بنی اسرائیل
27. – شهر طبریه
28. – شهر حیفا
29. – شهر قیساریه ، کفرسایا، کفرسلام
30. – شهر رَمله
31. – بیت المقدس
32. – مسجد قدس و جوانب آن
33. – شهر بِیتْ‌لَحْم
34. – سفر به حجاز
35. – بازگشت به بیت المقدس
36. – شهر رَمله، عسقلان ، طینه ، شهر تنیس
37. – قاهره
38. – صفت شهر مصر و ولایتش
39. – شهر اسکندریه و مناره آن
40. – شهر قیروان ، شهر سلجماسه و آندلس
41. – دریای قُلزُم
42. – جنوب مصر
43. – صفت شهر  قاهره
44. – صفت فتح خلیج
45. – صفت شهر مصر، پوست پلنگی گاوها، مرغ خانگی بزرگ حبشیها، خرهای ابلق
46. – آسایش در مصر
47. – صفت خوان سلطان و قیاس با بارگاه سلاطین عجم سلطان محمود غزنوی و پسرش مسعود
48. – سیر سلطان مصر
49. – بیرون شدن از مصر و صفت مدینة النبی
50. – مکه
51. – بازگشت به مصر
52. – بازگشت به خانه، شهر اسیوط ، خشخاش و افیون
53. – شهر اخمیم ، شهر اسوان و نوبه
54. – ضیقه
55. – شهر عیذاب
56. – شهر جدهَ
57. – صفت شهر مکه شرفها الله تعالی
58. – صفت زمین عرب و یمن
59. – صفت مسجد الحرام و بیت کعبه
60. – صفت کعبه
61. – صفت اندرون کعبه
62. – صفت گشودن در کعبه شرفهاالله تعالی
63. – عمره جعرانه
64. – پس از حج چهارم
65. – لحسا و طائف
66. – پس از طائف
67. – اعراب بدوی و خوراک ایشان
68. – فلج و مردم فقیر جنگ‌طلبش
69. – نقاشی ناصر خسرو و حیرت اعراب بدوی
70. – به سوی شهر بصره
71. – منطقه یمامه و مردمان زیدی مذهبش
72. – لحسا
73. – بوسعیدیان شهر لحسا
74. – تا کسی دعوی بوسعیدی نکند
75. – حجرالاسود مغناطیس مردمان است!
76. – خوراک مردمان شهر لحسا
77. – حدود لحسا (إحصاء- احساء)
78. – نزدیک من بدویان با اهل إحسا نزدیک باشند به بی‌دینی
79. – شهر بصره
80. – امیران پارسی بصره
81. – گرمابه‌بان ما را به گرمابه راه نداد
82. – مشاهد امیرالمؤمنین علی (ع) در بصره
83. – ادامه حکایت گرمابه و گرمابه‌بان
84. – صفت مد و جزر بصره و جوی‌های آن
85. – شهر ابله
86. -صفت اعمال شهر بصره
87. – پس از شهر بصره
88. – شهر آبادان
89. – پس از شهر آبادان
90. – بندر مهرویان
91. – شهر ارجان
92. – شهر لردگان و لنجان
93. – شهر اصفهان
94. – از اصفهان تا شهر طبس
95. – شهر طبس
96. – شهر تون
97. – شهر قاین
98. – شهر سرخس ، مروالرود ، باریاب و سنگلان

## توصیف بیت المقدس
«بیت المقدس را اهل شام و آن طرف‌ها قدس گویند، و از اهل آن ولایات کسی که به حج نتواند رفتن، در همان موسم به قدس حاضر شود و به موقف بایستد و قرباني عید کند چنان که عادت است و سال باشد که زیادت از بیست هزار خلق در اوایل ماه ذی‌الحجه آنجا حاضر شوند و فرزندان آنجا برند و سنّت(ختنه) کنند و از دیار روم و دیگر بقاع همه ترسایان و جهودان بسیار آنجا(به قدس) روند به زیارت کلیسا و کنشت که آنجاست و کلیسای بزرگ آنجا صفت‌کرده شود به جای خود.
سواد و رستاق بیت‌المقدس همه کوهستان است. همه کشاورزی و درخت زیتون و انجیر و غیره تمامت بدون آب است و ....  
.
- روایت‌هایی از بلاد عرب

ناصر خسرو بیشتر از ۵ سال از هفت سال سفر خود را در سرزمین‌های عرب گذرانده است و توصیف او از سرزمین و مردم عرب بهترین و قدیمی‌ترین توصیف جغرافیایی و گزارش خبری میدانی و مشاهداتی است. سفرنامهٔ دربردارندهٔ یادداشت‌های مشاهدات میدانی و گاه روزانهٔ سفر هفت سالهٔ او از ۴۳۷ تا ۴۴۴ ق. به ایران، آسیای صغیر، شامات، عربستان و مصر است. وی همهٔ دیده‌های خود از اوضاع و احوال شهرها و دستاوردهای سفرش را جمع‌آوری و سپس در این کتاب به اختصارآورده است. سفرنامهٔ ناصرخسرو از نظر تاریخی، جغرافیایی، جامعه‌شناختی و زبان‌شناختی اهمیت فراوان دارد.
برخاستم از جای و سفر پیش گرفتم / نه از خانه‌ام یاد آمد و نه ز گلشن و منظر
از سنگ بسی ساخته‌ام بستر و بالین / وز ابر بسی ساخته‌ام خیمه و چادر
گاهی به زمینی که در او آب چو مرمر / گاهی به جهانی که در او خاک چو اخگر
گه دریا گه بالا گه رفتن بی راه / گه کوه و گهی ریگ و گهی جوی و گهی جر
پرسنده همی رفتم از این شهر بدان شهر / جوینده همی گشتم از این بحر بدان بحر.

او سرزمین‌های عرب را به دو بخش تقسیم کرده بخش مدیترانه‌ای یا رومی که سواحل فلسطین و سوریه و لبنان و مصر هستند و آن‌ها را بسیار غنی و ثروتمند توصیف می‌کند بخصوص مصر از نظر او بهترین کشور است. اما او شبه جزیره عربی و مردمان حجاز را بگونه‌ای دیگر توصیف می‌کند در حجاز مردم افراد بیگانه را صید می‌نامند و به شکارش می‌پردازند مگر اینکه خفیر یا نگهبانی از خود آن قوم داشته باشد فقر و قحطی و گرسنگی از مشخصات حجاز است.
.

## تصحیح
| ردیف | کتاب    | نویسنده                  | مصحح                | ناشر          | سال  | صفحات | شابک              |
| ---- | ------- | ------------------------ | ------------------- | ------------- | ---- | ----- | ----------------- |
| ۱    | سفرنامه | ناصر خسرو قبادیانی       | محمد دبیرسیاقی      | زوّار          | ۱۳۷۵ | ۴۸۶   | ۹۶۴-۴۰۱-۰۰۹-۴     |
| ۲    | سفرنامه | ناصر خسرو قبادیانی       | عزیزالله علیزاده    | فردوس         | ۱۳۸۹ | ۱۵۲   | ۹۷۸-۹۶۴-۳۲۰-۴۲۲-۸ |
| ۳    | سفرنامه | ناصر خسرو قبادیانی       | --                  | مژگان         | ۱۳۹۲ | ۱۴۴   | ۹۷۸-۹۶۴-۵۵۶۱-۲۳-۷ |
| ۴    | سفرنامه | ناصر خسرو                | یوسف افتخاری        | آواژه ابریشمی | ۱۳۹۴ | ۱۰۰   | ۹۷۸-۶۰۰-۷۹۷۶-۰۶-۷ |
| ۵    | سفرنامه | ناصر خسرو قبادیانی مروزی | نادر وزین‌پور        | امیرکبیر      | ۱۳۹۵ | ۲۰۰   | ۹۷۸-۹۶۴-۳۰۳-۶۱۷-۱ |
| ۶    | سفرنامه | حکیم ناصر خسرو           | اصغرعبدالهی         | دنیای کتاب    | ۱۳۹۵ | ۲۷۲   | ۹۷۸-۹۶۴-۴۶۳-۱۸۴-۳ |
| ۷    | سفرنامه | ناصر خسرو                | مهدی نصیری‌دهقان     | امیرصدرا      | ۱۳۹۷ | ۱۴۴   | ۹۷۸-۶۲۲-۹۵۰۰۵-۸-۳ |
| ۸    | سفرنامه | ناصر خسرو                | محمدرضا توکلی صابری | علمی و فرهنگی | ۱۳۹۹ | ۵۲۹   | ۹۷۸-۹۶۴-۴۰۱۰-۰۹۵  |

## اطلاع بیشتر
- سفرنامهٔ حکیم ناصر خسرو قبادیانی مروزی، به‌کوشش محمد دبیرسیاقی، انتشارات زوار، چاپ سیزدهم، ۱۳۹۸. شابک ‎۹۶۴−۴۰۱−۰۰۹−۴ سایت خانهٔ کتاب
- سفرنامه: ناصر خسرو قبادیانی، مصحح عزیزالله علیزاده، تهران: انتشارات فردوس، ۱۳۸۹. شابک ‎۹۷۸−۹۶۴−۳۲۰−۴۲۲−۸ سایت خانهٔ کتاب
- سفرنامهٔ ناصر خسرو، به‌اهتمام نادر وزین‌پور، مؤسسهٔ انتشارات امیرکبیر (کتاب‌های جیبی)، چاپ دهم، ۱۳۹۵. شابک ‎۹۷۸−۹۶۴−۳۰۳−۶۱۷−۱ سایت خانهٔ کتاب
- زمان و مکان در سفرنامهٔ ناصر خسرو|وب‌سایت پژوهشگاه علوم انسانی و مطالعات فرهنگی
- سفر هفت‌سالهٔ ناصر خسرو؛ هجرتی فکری و اعتقادی|وب‌سایت پژوهشگاه علوم انسانی و مطالعات فرهنگی
- نگاهی نو به سفرنامهٔ ناصر خسرو|پایگاه مجلات تخصصی نور|مجلهٔ کلک، دی و بهمن ۱۳۷۳
- سفری به دل تاریخ با سفرنامهٔ ناصر خسرو|وب‌سایت خبرگزاری کتاب ایران (ایبنا)